# Marlos Nobre
Marlos Nobre de Almeida (Recife, 18 de febrero de 1939-Río de Janeiro, 2 de diciembre de 2024) fue un compositor, pianista y director de orquesta brasileño, considerado actor fundamental de la música clásica brasileña de la segunda mitad del siglo XX.

## Biografía
Marlos Nobre nació el 18 de febrero de 1939 en Recife, capital del estado de Pernambuco en Brasil. Recibió clases de piano en el Conservatorio de Pernambuco. Cursó estudios de teoría musical en el Conservatorio de Música (1948-1959). En composición musical, tomó clases en San Pablo con Hans-Joachim Koellreutter (1960) y Mozart Camargo Guarnieri (1961-1962).
Entre 1963 y 1966, estudió en el CLAEM a través de una beca otorgada por el Instituto Di Tella. Más tarde, fue la Fundación Rockefeller quien le concedió el mismo beneficio para realizar estudios avanzados de composición en Buenos Aires, dictados por profesores tales como Alberto Ginastera, Olivier Messiaen, Riccardo Malipiero, Aaron Copland y Luigi Dallapiccola. Posteriormente recibió clases de perfeccionamiento por parte de Alexander Goehr y Gunther Schuller en el Berkshire Music Center de Tanglewood, oportunidad donde conoció a Leonard Bernstein. Además, sumó estudios de música electrónica en el Columbia-Princeton Electronic Music Center de Nueva York.
Entre 1980 y 1981, la Sociedad Brahms de Alemania lo invitó como compositor residente a la Brahms-Haus en Baden-Baden, propiedad que sirvió como morada a Johannes Brahms las veces en que visitaba la ciudad, hoy restaurada y convertida en museo. También residió en Berlín, esta vez invitado por el Servicio Alemán de Intercambio Académico (DAAD – Deutscher Akademischer Austauschdienst) y en Nueva York tras obtener una beca Guggenheim (1985-1986).
En 1997, en ocasión de realizar un viaje a Roma, el compositor mexicano Manuel de Elías lo interiorizó respecto al proyecto de creación del «Colegio de Compositores Latinoamericanos de Música de Arte», al cual se sumó como miembro numerario para luego desempeñarse como prosecretario de ese organismo.
Las universidades de Indiana, Yale, la Juilliard School de Nueva York, Arizona y Oklahoma, lo han tenido como profesor visitante.
Ha sido destacada su colaboración con distintas orquestas: Orquesta de la Suisse Romande, Ginebra; Academicum Collegium, Suiza; Orquesta Filarmónica de Buenos Aires en el Teatro Colón, Orquesta Sinfónica del Sodre de Montevideo, Uruguay, las Orquestas Nacionales de Portugal, España, México, Venezuela, Perú, Guatemala y toda la orquesta brasileña, la Royal Philharmonic Orchestra de Londres, Filarmónica de Niza, Francia. Sumado a su actividad artística, ha recibido numerosos encargos de composiciones por parte de distintas instituciones.
A lo largo de su carrera ostentó los siguientes cargos: director musical de la Radio MEC y de la Orquesta Sinfónica Nacional de Brasil (1971 a 1976), director del Instituto Nacional de Música en FUNARTE (1976 a 1979), presidente de la Academia Brasileña de Música (1985 a 1995), presidente del Consejo Internacional de la Música de la UNESCO (1986/1987); presidente de la Comisión Nacional de Música de IMC / UNESCO, director de Programas de Música Contemporánea de Radio MEC-FM de Brasil, presidente de "Juventudes Musicales" como también de las Ediciones Musica Nova de Brasil.
Su repertorio incluye más de 180 obras, entre las que se destacan composiciones para orquesta, música de cámara, piano y violín, como así también para coro.

### Muerte
A los 85 años, falleció el 2 de diciembre de 2024 en Río de Janeiro.

## Participación en festivales y concursos

### Como compositor
- IV Bienal y VI de París (1965 y 1969)
- ISCM Festival "World Music Days" en Londres, Reino Unido  (1970)
- Helsinki (1978)
- Amsterdam (1985)
- Protokoll Musik en Graz, Austria (1974 y 1987)
- XIX Festival Otoño en Varsovia, Polonia (1975)
- Festival de América y España, Madrid, España (1967 y 1970)
- Festival de Música Interamericano en Washington, Estados Unidos (1968,1974,1982,1985,1986)
- Diorama X de Música Contemporánea en Ginebra, Suiza (1973)
- Festival de Maracaibo, Venezuela (1977)
- Festival "Música de Nuestro Tiempo", Universidad de Indiana, Estados Unidos (1981)
- EXPO "Weltkulturen und Moderne Kunst", Múnich, Alemania (1972)
- Festival Pablo Casals de Puerto Rico (1974)
- Festival "Musicultura" en Ámsterdam, Holanda (1979)
- Primer Festival Internacional de Música Contemporánea de La Habana, Cuba (1984)
- Foro Internacional de Música Nueva en la Ciudad de México (1984 a 2000)
- Sonidos de las Américas: Brasil (1996)
- Carnegie Hall, Nueva York, con la American Composers Orchestra (1996)
- 22 ° Festival Internacional de Música Contemporánea Gulbenkian, Lisboa, Portugal (1998)
- IX Encuentro Internacional de Música Contemporánea, Bucarest, Rumania (1999)
- II Festival Latinoamericano de Música, Universidad Cristiana de Texas, Estados Unidos (2000)
- Festival de Música joven Bayreuth, Bayreuth, Alemania (2000 y 2001).

### Como jurado
- Premio Reine-Marie-José, Ginebra (1978)
- ISCM Festival; Nueva York, 1976 y Montreal (1983)
- Premio de Ancona, Italia (1981 y 1983)
- Concurso Internacional de Guitarra, Radio France, París (1979 y 1980)
- Premio Internacional Simón Bolívar, Caracas, Venezuela (1982)
- Film Music-Tribuna / UNESCO, Alemania (1980)
- Concurso internacional de piano Paloma O'Shea, Santander, España (1987)
- Concurso Internacional de Piano Arthur Rubinstein, Israel (1989)
- Concurso «Città di Alessandria», Italia (1997/1999).

## Premios y condecoraciones
- Música y Músicos de Brasil, Río de Janeiro (1960)
- Premio de la Música de Radiodifusión Inc., Nueva York, Estados Unidos (1961)
- Festival de la Canción de Brasil, Río de Janeiro (1962)
- Ernesto Nazareth Nacional de la Competencia, Academia brasileña de Música, Río de Janeiro (1963)
- Concurso Nacional de Compositores de la Universidad Federal de Río de Janeiro (1963)
- Premio Torcuato Di Tella, Buenos Aires (1963)
- Ciudad de Santos Contest, San Pablo (1966)
- Premio de la UNESCO, París (1974)
- Medalla de Oro al Mérito Cultural de Pernambuco (1978)
- Premio Trimalca del Consejo Internacional de Música de la UNESCO, Colombia (1979)
- Gran Oficial de la Orden del Mérito de Brasilia (1988)
- Oficial de la Orden de Río Branco del  Ministerio de Relaciones Exteriores de Brasil (1989)
- Oficial de la Orden de las Artes y las Letras de Francia (1994)
- Medalla de Oro al Mérito de la Fundación Joaquim Nabuco de Pernambuco (1999)
- Cecil and Ida Green Honors Professor, Universidad Cristiana de Texas, Estados Unidos (2000)
- Thomas Hart Benton Medallion, Universidad de Indiana, Estados Unidos (2000) [5]
- Premio Tomás Luis de Victoria, Sociedad General de Autores y Editores (2005) [9]